# Parathelges racovitzai
Parathelges racovitzai là một loài chân đều trong họ Bopyridae. Loài này được Codreanu miêu tả khoa học năm 1940.